# Perillaldehid
El perillaldehid és un compost extret de les fulles, llavors i flors de Perilla frutescens, que creix a l'Índia. Químicament, es tracta d'un monoterpè cíclic que conté un aldehid (per tant, un terpenoide), i la seva fórmula és C10H14O
L'oli essencial de Perilla frutescens i el perillaldehid (principal component d'aquest oli), o derivats seus s'utilitzen en perfumeria. Té una olor forta i picant. El perillaldehid té un sabor dolç, per valor de 12 vegades la de la sacarosa en comparació amb una solució al 10% de sacarosa. Des perillartina perillaldehyde se sintetitza, una oxima a 2000 vegades més dolça que la sacarosa més intensa.